# Severin Löwenhielm
Severin Löwenhielm, född 12 januari 1823 i Nysunds församling, Värmlands län, död 8 januari 1886 i Kristinehamns församling, Värmlands län, var en svensk jurist och politiker.
Löwenhielm var häradshövding i Östersysslets domsaga och var i riksdagen ledamot av andra kammaren.
Han var far till bibliotekarien och pedagogen Laura Löwenhielm.

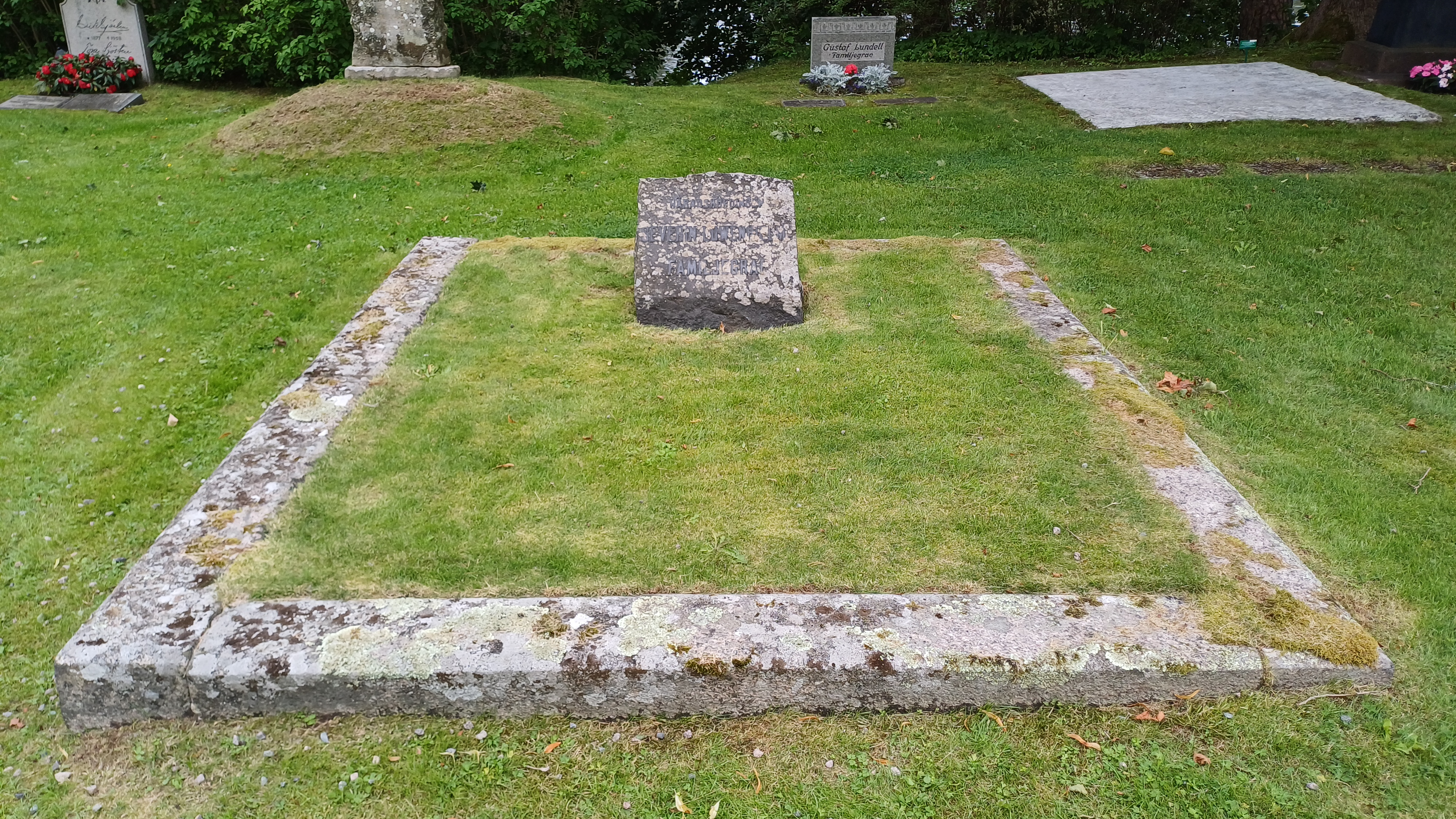
Häradshövdingen Severin Löwenhielms familjegrav

Löwenhielm är begraven i en familjegrav på Nysunds kyrkogård.